# Клінічна лікантропія

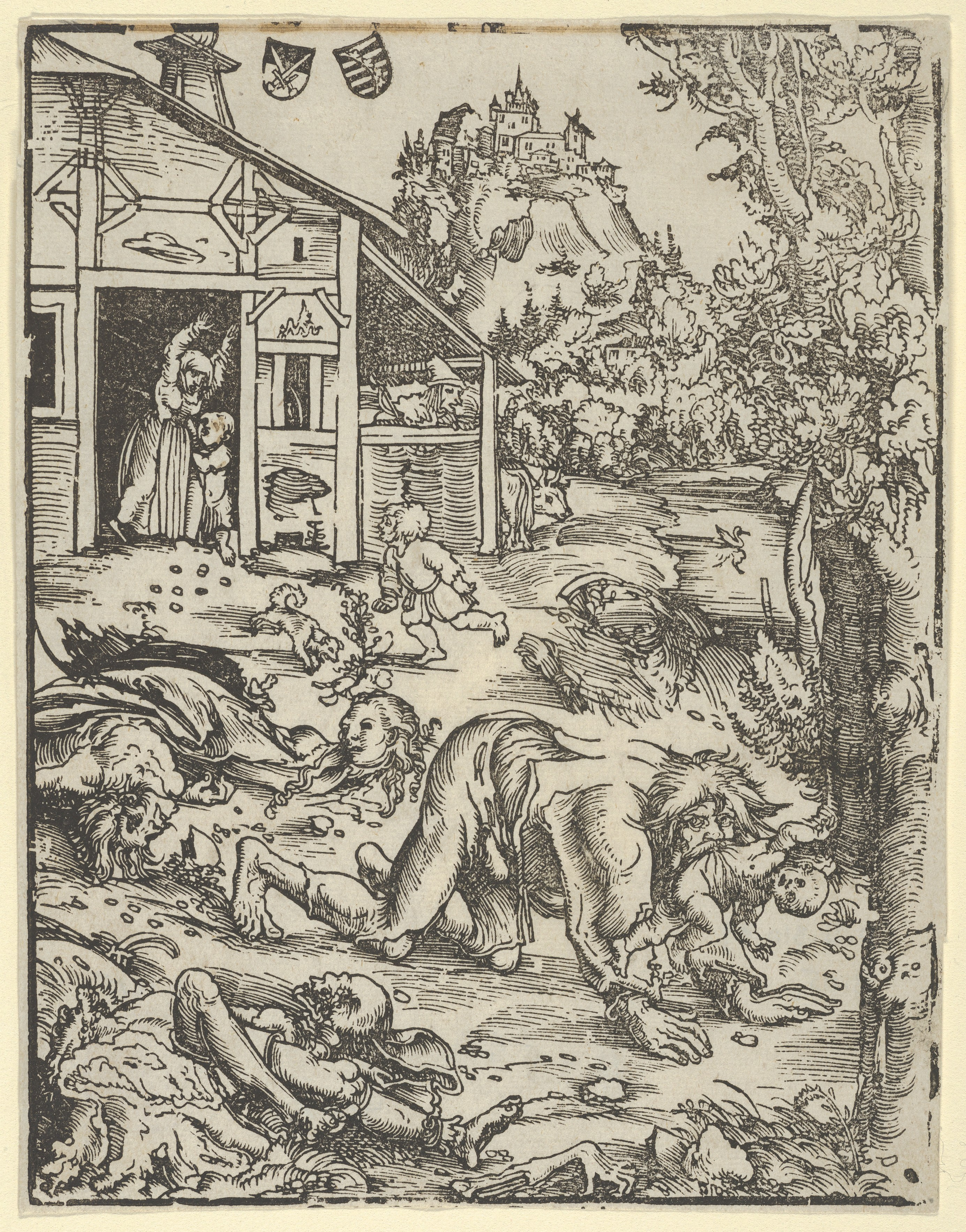
Напади людини, яка уявила себе вовком. Лукас Кранах старший. Гравюра на дереві. Близько 1512 року

Клінічна лікантропія чи просто лікантропія — рідкісний психіатричний синдром, при якому хворому здається, що він перетворюється чи може перетворюватись на тварину. Міфічна хвороба, через яку хворий перетворюється на звіра, також має назву лікантропії. У деяких випадках визначити, якою саме твариною уявляє себе хворий, не вдається.

## Симптоми
Вважається, що діагноз лікантропія можна ставити у разі виявлення одного з двох симптомів:
- хворий сам розповідає, що він іноді відчуває або відчував, що перетворився на звіра;
- хворий поводить себе досить по звірячому, наприклад виє, гавкає чи повзає навколішки.

## Відомі хворі
- У Біблії (Дан 4) йдеться, що на подібну хворобу страждав Навуходоносор II;
- Мануель Бланко Ромасанта — перший іспанський серійний убивця;
- Тірдат III, цар Великої Вірменії, якого зцілив Григорій Просвітитель. На знак подяки цар проголосив християнство державною релігією.